# لقلق ماجواري
لقلق ماجواري(Ciconia maguari) هو طائر من الطيور الخواضة التي تنتمي إلى عائلة اللقلق ، يتواجد في الأرجنتين و البرازيل و بوليفيا و كولومبيا و غويانا الفرنسية و غيانا و الباراغواي والأوروغواي و سورينام و فنزويلا وهو يتواجد بأعداد قليلة بكل من الشيلي و ترينداد وتوباغو و جزر فوكلاند والبيرو . وهي تعيش في المناطق الرطبة والشبه الرطبة والمدارية والأراضي المنخفضة والمستنقعات .

## الوصف
- يكبر هذا اللقلق اللقلق الأبيض في الطول، حيث يصل طوله مابين 110-120 سم، ويصل وزنه حوالي 4.2 كغ لذكور، أما الإناث فهي أخف وزنا حوالي 3.8 كغ .